# 千載一遇きたりて好機
「千載一遇きたりて好機」（せんざいいちぐうきたりてこうき）は、PENGUIN RESEARCHの楽曲で、初となる配信シングル。2017年8月21日にSACRA MUSICから配信された。

## 収録曲
1. 千載一遇きたりて好機 [4:01]
  - 作詞・作曲：堀江晶太、編曲：堀江晶太、PENGUIN RESEARCH